# Giovanni Perrone
Giovanni Perrone SJ (* 11. März 1794 in Chieri (Piemont); † 28. August 1876 in Castelgandolfo) war ein römisch-katholischer Theologe, Jesuit und Dogmatiker.

## Leben
Giovanni Perrone studierte Theologie in Turin und ging 1815 nach Rom, wo er der Gesellschaft Jesu beitrat. 1816 wurde er als Professor für Theologie nach Orvieto berufen und 1823 an das Collegium Romanum. 1830 wurde er in Ferrara Rektor des dortigen Jesuiten-Kollegs, 1833 Professor der Dogmatik, 1853 Rektor am Collegium Romanum und 1873 Leiter der Gregorianischen Universität in Rom.
Er hat sich unter anderem durch einige in viele europäische Sprachen übersetzte Werke bekannt gemacht.

## Werke (Auswahl)
- Praelectiones theologicae, quas in Collegio Romano S. J. habebat Joannes Perrone. Rom 1825 ff., 9 Bde.; 31. Aufl., Turin. 1866; Regensburg 1881, 2 Bde.
- Zur Geschichte des Hermesianismus. Regensburg: Manz 1839
- Über die gemischten Ehen. Übersetzt durch Josef Maria Axinger. Augsburg: Kollmann 1840
- De immaculato b. v. Mariae conceptu an dogmatico decreto definiri. Rom 1847
  - Deutsch: Ist die Unbefleckte Empfängnis der seligen Jungfrau Maria dogmatisch definierbar? Aus dem Lateinischen von Dr. Aegid Dietl & Bern. Schels. Regensburg: Manz 1849
  - Deutsch, 2. Auflage: Abhandlung über die dogmatische Definition der unbefleckten Empfängniß der seligsten Jungfrau Maria. Regensburg: Manz 1855
- Il protestantismo e la regola di fede. Rom 1853
  - Deutsch: Der Protestantismus und die Glaubensregel. Regensburg: Manz, 1857 (2. Auflg.)
- Kompendium der katholischen Dogmatik zum Gebrauche für Theologen und gebildete Laien. Landshut: Krüll [u. a.] o. J.
- De Romani pontificis infallibilitate seu Vaticana definitio contra novos haereticos / asserta et vindicata auctore Joanne Perrone. Turin 1874

## Biographie
- Erich Naab: Perrone, Giovanni. In: Biographisch-Bibliographisches Kirchenlexikon (BBKL). Band 7, Bautz, Herzberg 1994, ISBN 3-88309-048-4, Sp. 227–229 (Artikel/Artikelanfang im Internet-Archive).